# Ich kauf’ mir lieber einen Tirolerhut
Ich kauf’ mir lieber einen Tirolerhut (en français, Je préfère m'acheter un chapeau tyrolien) est une chanson allemande sortie en 1963. Interprétée par Billy Mo, elle est numéro un des ventes en Allemagne en 1963.

## Composition
Le morceau de 2 minutes 30 est une polka avec une ligne de basse au tuba. On entend les instruments du dixieland : banjo rythmique, clarinette, trombone et trompette. Les passages instrumentaux après le refrain laissent place à de courtes improvisations collectives jazz.
Ich kauf’ mir lieber einen Tirolerhut comprend trois strophes met en scène un musicien, une femme riche et un caporal. Le musicien interprété par Billy Mo veut la convaincre d'une grande carrière musicale et préfère acheter un chapeau pour jouer dans un orchestre d'harmonie. Il met aussi en scène les carences en allemand d'un artiste d'origine étrangère, comme l'est Billy Mo.

## Histoire
L'idée de la chanson viendrait d'une histoire où, après un concert à Cologne, l'organisateur ne paie pas les cachets. Lorsque Billy Mo voit un chapeau tyrolien sur la table, il aurait dit "Vaut mieux que je prenne ce chapeau", comme l'explique Charly Niessen. Il écrit le titre qui paraît en février 1963 en Allemagne et sera quatre semaines à la tête des ventes.

## Film
Le succès de la chanson inspire le film Ich kauf mir lieber einen Tirolerhut réalisé par Hans Billian, sorti en 1965, où Billy Mo fait une apparition à côté des acteurs principaux Manfred Schnelldorfer, Hannelore Auer et Margitta Scherr.

## Reprises
La chanson fut adaptée en anglais et en néerlandais. L'accordéoniste français André Verchuren en fait une version instrumentale. Il y a aussi une version en norvégien par Arne Bendiksen (1963) et Anita Hegerland (1969), en danois par Jørgen Winckler (1963) et Ole Søltoft (1969), en suédois par Östen Warnerbring (1969).
En allemand, elle fut reprise par Viel-Harmoniker (1977), Frank Zander (1979), Peter Wackel (2011 sur un nouveau texte) ainsi que Die Toten Hosen (1987) dans l'album Never Mind The Hosen – Here’s Die Roten Rosen.